# Argusianus
Genre
Argusianus est un genre d'oiseaux de la famille des Phasianidae. Il n'est constitué que d'une seule espèce connue, l'Argus géant (Argusianus argus (Linnaeus, 1766)), mais certains auteurs y rajoutent le Argus bifascié (Argusianus bipunctatus), espèce d'existence douteuse qui a été extrapolée grâce à une unique plume différant de l'Argus géant. Elle serait originaire du Sud-Est asiatique, et aurait disparu dans les années 1870.